# Космос-1888
Космос-1888 је један од преко 2400 совјетских вјештачких сателита лансираних у оквиру програма Космос.
Космос-1888 је лансиран са космодрома Тјуратам, Бајконур, СССР, 1. октобра 1987. Ракета-носач Протон-К је поставила сателит у орбиту око планете Земље. 